# Râul Pietrosu, Cracăul Alb
Râul Pietrosu este un curs de apă, afluent al râului Cracăul Alb. 

## Hărți
- Parcul Vânători-Neamț